# The Price of Existence
The Price of Existence е втори студиен албум на американската деткор група All Shall Perish. Издаден е на 8 август 2006 г. от Nuclear Blast.

## Обща информация
Заглавието на песен 4 е цитат от известния природозащитник Дейвид Брауър. Темата на песента също така съответства на мнението на Брауър за това как Земята умира и загрижеността му за човечеството, което не зачита майката природа.
Песен 7 е инструментална, а заглавието „Greyson“ е името на тогава-новородения син на китариста Бен Оръм. От албума са продадни близо 20 000 бройки по света.

## Състав
- Ернан Ермида – вокали
- Крис Стори – китара
- Бен Оръм – китара
- Майк Тинер – бас
- Мат Куикендъл – барабани

## Песни
| 1.    | Eradication                                      | 3:56 |
| 2.    | Wage Slaves                                      | 3:44 |
| 3.    | The Day of Justice                               | 3:33 |
| 4.    | There Is No Business to Be Done on a Dead Planet | 3:03 |
| 5.    | Better Living Through Catastrophe                | 5:00 |
| 6.    | Prisoner of War                                  | 4:44 |
| 7.    | Greyson (инструментал)                           | 2:14 |
| 8.    | We Hold These Truths...                          | 3:44 |
| 9.    | The True Beast                                   | 3:37 |
| 10.   | Promises                                         | 3:04 |
| 11.   | The Last Relapse                                 | 6:41 |
| 43:20 |                                                  |      |